# 30524 Mandushev
30524 Mandushev è un asteroide della fascia principale. Scoperto nel 2001, presenta un'orbita caratterizzata da un semiasse maggiore pari a 2,2441588 UA e da un'eccentricità di 0,1941919, inclinata di 5,69333° rispetto all'eclittica.